# 监守自盗
，是2010年的一部美国纪录片。该片荣获第83届奥斯卡金像奖最佳纪录片奖。

## 主要内容
影片采访了许多美国政商两界的名人，目的是为观众分析出2007年–2008年環球金融危機发生的原因。通過冰島債務問題展開，討論了這場前所未有危機發生原理的影片。華爾街和美国政府勾結，僱傭知名學者來遊說，是這些導致金融危機的罪魁禍首卻能在這場浩劫中安然無事，甚至在金融風暴過後繼續坐收名利。影片試圖揭露金融危機的本質以及這場危機造成全球股市大跌、大銀行倒閉和接踵而至的社會影響。

## 評價
《黑金風暴》獲得普遍好評，爛番茄根據147條專業評論，獲得98%新鮮度，平均得分8.2/10。
爛番茄在2022年9月整理「有史以來最受好評的100部紀錄片」名單，本片排名第8名